# Ленинградская защита

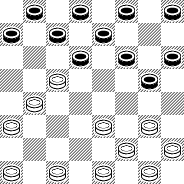
Табия дебюта

Ленинградская защита — дебют в русских шашках. Табия дебюта возникает после ходов 1.cd4 fg5 2.bc3 gf6 3.cb4 bа5 4.dc5
Дебют развили в 1930-е ленинградские аналитики, в первую очередь В. А. Соков и Л. М. Рамм. Рамм сказал: «Начало „Ленинградская защита“ определяется ходом 3…ba5, смысл которого состоит в том, чтобы ослабить нажим белых на правый фланг черных.»
В зависимости от выбора белыми системы стратегия игры черных варьируется.
I. 5..gh4. Классическая система. Черные проводят план окружения центра. Важную роль в разработке этих методов сыграла ставшая классической партия С. Балжаларский — Б. Блиндер, 1936. «Для своего времени такая стратегия была подлинным открытием, ибо поколебала укоренившееся представление о незыблемой силе центра. Было доказано, что не всякий центр силен, и найдены методы борьбы против центра».
II.5…hg7 и III.5…fe5.
Развитие 1.cd4 fg5 2.bc3 gh4 3.сb4 ba5 встречалось в партиях, приведенных в журнале «Шашки» (Киев, 1897—1901 года, издатель-редактор Павел Николаевич Бодянский). Но до 1936 года начало было безымянным, пока новую дебютную разработку ленинградских мастеров не стали применять в ответственных партиях и новинка стала общеизвестной.